# Трофимов, Кирилл Николаевич
Кири́лл Никола́евич Трофи́мов (9 января 1921, Калуга — 19 октября 1987, Венгрия) — советский военный специалист, генерал-лейтенант, Герой Социалистического Труда.

## Биография

### Детство и юность
Кирилл Николаевич Трофимов родился 9 января 1921 года в Калуге.
Учился в школе № 7 (ул. Кутузова, д. 18), которую окончил с отличием в 1939 году, на здании школы установлена мемориальная доска. В том же году поступил учиться в Московский институт инженеров связи (МИИС).

### Военная служба
Проходя призывную медкомиссию К. Н. Трофимов был признан годным лишь к нестроевой службе, так как его правый глаз практически не видел. Не согласившись с результатами комиссии, Кирилл Трофимов окончил снайперскую школу ОСОАВИАХИМ, стреляя «с левой руки». Именно в качестве снайпера впервые принял участие в боевых действиях в 1941 году.

#### Великая Отечественная война
В первые дни Великой Отечественной войны в числе первых 30 студентов МЭИ и МИИС был зачислен в Московское резервное формирование. После двухнедельной подготовки был направлен на Ленинградский фронт, где командовал взводом в девятнадцатом Краснознаменном стрелковом полку.
С конца 1941 года находился в действующей армии, в войсках связи Ленинградского и Западного фронтов. Был ранен.
С 1944 по 1945 год Трофимов находился в США в составе группы офицеров ПВО, направленной в Военную академию США для изучения радиолокационных станций, поставлявшихся в СССР по программе Ленд-лиз.

#### Служба в мирное время
С 1949 по 1954 год К. Н. Трофимов служил в 5-м Главном управлении Министерства обороны СССР (5 ГУ МО) в должности старшего офицера отдела, затем — заместителя начальника отдела, а впоследствии — начальника отдела.
С 1954 по 1961 год состоял офицером для особых поручений при Заместителе Министра обороны по радиолокации адмирале Акселе Ивановиче Берге.
С 1961 по 1974 год занимал должность заместителя начальника 5 ГУ МО, с 1977 года — заместителя начальника связи Вооружённых сил СССР.
В 1981 году К. Н. Трофимову было присвоено звание Герой Социалистического Труда за участие в разработке системы обмена данными (СОД) командной системы боевого управления (КСБУ) стратегического звена управления Вооруженными Силами. Официальная формулировка: «За большие заслуги в создании новых средств специальной техники».
С 1982 года работал начальником управления АСУ УНС ВС.
В 1988 году Трофимову была присуждена Ленинская премия «За создание средств автоматизации» (посмертно).

### Научная деятельность
Книги
Являлся автором и редактором серии научных статей и книг.
- Радиолокация и её применение в народном хозяйстве. М., 1954;
- Радиолокация. М., 1957;
- Дело гигантски важное. М., 1959;
- Радио и радиолокационная техника и их применение (с К. М. Листовым). М., 1960;
- Помехи радиолокационным станциям. М., 1962.

Журнал «Радио»
Последние двадцать лет жизни работал в составе редакционной коллегии журнала «Радио».

### Смерть
Кирилл Николаевич Трофимов трагически погиб при исполнении служебных обязанностей в составе группы высокопоставленных советских военных специалистов в авиационной катастрофе в Венгрии. 
Похоронен на Кунцевском кладбище (9 уч.).

## Галерея
- Полковник Кирилл Николаевич Трофимов, 1961 год
- Выступление перед делегатами стран Варшавского договора, 1980-е.
- Мемориальная доска, на здании школы, г. Калуга

## Награды
- Золотая медаль «Серп и молот» Героя Социалистического Труда (1981)
- Орден Ленина (1981)
- Орден Отечественной войны 1-й степени
- Орден Трудового Красного Знамени
- 2 ордена Красной Звезды (1944, 1956)
- Орден «За службу Родине в Вооружённых Силах СССР» 3-й степени
- 14 медалей Советского Союза.